# Suruga Bank Championship
Trận tranh Vô địch J.League Cup / Copa Sudamericana, được gọi chính thức là 'Suruga Bank Championship' (スルガ銀行チャンピオンシップ Suruga Ginkō Chanpionshippu); tiếng Tây Ban Nha: Copa Suruga Bank), là một trận đấu bóng đá được tổ chức thường niên giữa đội vô địch J. League Cup và Copa Sudamericana.

## Lịch sử
Trận đấu này được thông qua đầu năm 2008 bởi Liên đoàn bóng đá Nhật Bản (JFA), CONMEBOL, J. League, và nhà tài trợ Ngân hàng Suruga tại Nhật Bản. Trận đấu sẽ được tổ chức hàng năm trên sân của đội vô địch phía Nhật Bản.
Trận đấu đầu tiên được diễn ra vào ngày 30 tháng 7 năm 2008 trên Sân vận động Nagai ở Osaka trận đấu mà đội bóng đến từ Argentina Arsenal đã đánh bại Gamba Osaka của Nhật Bản với tỉ số 1–0.

## Kết quả
| Năm  | Quốc gia                                                                   | Vô địch                                                                    | Tỷ số                                                                      | Á quân                                                                     | Quốc gia                                                                   | Nơi diễn ra                                                                | Khán giả                                                                   | Ghi chú                                                                    |
| ---- | -------------------------------------------------------------------------- | -------------------------------------------------------------------------- | -------------------------------------------------------------------------- | -------------------------------------------------------------------------- | -------------------------------------------------------------------------- | -------------------------------------------------------------------------- | -------------------------------------------------------------------------- | -------------------------------------------------------------------------- |
| 2008 | ARG                                                                        | Arsenal                                                                    | 1–0                                                                        | Gamba Osaka                                                                | JPN                                                                        | Sân vận động Nagai, Osaka                                                  | 19.728                                                                     |                                                                            |
| 2009 | BRA                                                                        | Internacional                                                              | 2–1                                                                        | Oita Trinita                                                               | JPN                                                                        | Sân vận động Ōita, Ōita                                                    | 16,505                                                                     |                                                                            |
| 2010 | JPN                                                                        | Tokyo                                                                      | 2–2 (4–3 pen.)                                                             | LDU Quito                                                                  | ECU                                                                        | Sân vận động Quốc gia, Tokyo                                               | 19,423                                                                     |                                                                            |
| 2011 | JPN                                                                        | Júbilo Iwata                                                               | 2–2 (4–2 pen.)                                                             | Independiente                                                              | ARG                                                                        | Sân vận động Shizuoka, Fukuroi                                             | 19,034                                                                     |                                                                            |
| 2012 | JPN                                                                        | Kashima Antlers                                                            | 2–2 (7–6 pen.)                                                             | Universidad de Chile                                                       | CHI                                                                        | Sân vận động bóng đá Kashima, Kashima                                      | 20,021                                                                     |                                                                            |
| 2013 | JPN                                                                        | Kashima Antlers                                                            | 3–2                                                                        | São Paulo                                                                  | BRA                                                                        | Sân vận động bóng đá Kashima, Kashima                                      | 26,695                                                                     |                                                                            |
| 2014 | JPN                                                                        | Kashiwa Reysol                                                             | 2–1                                                                        | Lanús                                                                      | ARG                                                                        | Sân vận động Hitachi Kashiwa, Kashiwa                                      | 10,140                                                                     |                                                                            |
| 2015 | ARG                                                                        | River Plate                                                                | 3–0                                                                        | Gamba Osaka                                                                | JPN                                                                        | Sân vận động Expo '70 Osaka, Osaka                                         | 12,722                                                                     |                                                                            |
| 2016 | COL                                                                        | Santa Fe                                                                   | 1–0                                                                        | Kashima Antlers                                                            | JPN                                                                        | Sân vận động bóng đá Kashima, Kashima                                      | 19,716                                                                     |                                                                            |
| 2017 | JPN                                                                        | Urawa Red Diamonds                                                         | 1–0                                                                        | Chapecoense                                                                | BRA                                                                        | Sân vận động Saitama 2002, Saitama                                         | 11.002                                                                     |                                                                            |
| 2018 | ARG                                                                        | Independiente                                                              | 1–0                                                                        | Cerezo Osaka                                                               | JPN                                                                        | Sân vận động Yanmar Nagai, Osaka                                           | 10.035                                                                     |                                                                            |
| 2019 | BRA                                                                        | Athletico Paranaense                                                       | 4–0                                                                        | Shonan Bellmare                                                            | JPN                                                                        | Shonan BMW Stadium Hiratsuka,Hiratsuka                                     | 9,129                                                                      |                                                                            |
| 2020 | Không được tổ chức do Thế vận hội Mùa hè 2020 được tổ chức cùng thời gian. | Không được tổ chức do Thế vận hội Mùa hè 2020 được tổ chức cùng thời gian. | Không được tổ chức do Thế vận hội Mùa hè 2020 được tổ chức cùng thời gian. | Không được tổ chức do Thế vận hội Mùa hè 2020 được tổ chức cùng thời gian. | Không được tổ chức do Thế vận hội Mùa hè 2020 được tổ chức cùng thời gian. | Không được tổ chức do Thế vận hội Mùa hè 2020 được tổ chức cùng thời gian. | Không được tổ chức do Thế vận hội Mùa hè 2020 được tổ chức cùng thời gian. | Không được tổ chức do Thế vận hội Mùa hè 2020 được tổ chức cùng thời gian. |

## Thành tích

### Theo câu lạc bộ
| Câu lạc bộ           | Vô địch | Á quân | Năm vô địch | Năm á quân |
| -------------------- | ------- | ------ | ----------- | ---------- |
| Kashima Antlers      | 2       | 1      | 2012, 2013  | 2016       |
| Arsenal de Sarandí   | 1       | 0      | 2008        |            |
| Internacional        | 1       | 0      | 2009        |            |
| Tokyo                | 1       | 0      | 2010        |            |
| Júbilo Iwata         | 1       | 0      | 2011        |            |
| Kashiwa Reysol       | 1       | 0      | 2014        |            |
| River Plate          | 1       | 0      | 2015        |            |
| Santa Fe             | 1       | 0      | 2016        |            |
| Gamba Osaka          | 0       | 2      |             | 2008, 2015 |
| Oita Trinita         | 0       | 1      |             | 2009       |
| LDU Quito            | 0       | 1      |             | 2010       |
| Independiente        | 1       | 1      | 2018        | 2011       |
| Universidad de Chile | 0       | 1      |             | 2012       |
| São Paulo            | 0       | 1      |             | 2013       |
| Lanús                | 0       | 1      |             | 2014       |
| Urawa Red Diamonds   | 1       | 0      | 2017        |            |
| Chapecoense          | 0       | 1      |             | 2017       |
| Cerezo Osaka         | 0       | 1      |             | 2018       |

### Theo quốc gia
| Quốc gia  | Số lần vô địch | Số lầm á quân | CLB vô địch                                                                                 | CLB á quân                                                             |
| --------- | -------------- | ------------- | ------------------------------------------------------------------------------------------- | ---------------------------------------------------------------------- |
| Nhật Bản  | 6              | 5             | Kashima Antlers (2), Tokyo (1), Júbilo Iwata (1), Kashiwa Reysol (1),Urawa Red Diamonds (1) | Gamba Osaka (2), Oita Trinita (1),Kashima Antlers (1),Cerezo Osaka (1) |
| Argentina | 3              | 2             | Arsenal (1), River Plate (1),Independiente (1)                                              | Independiente (1), Lanús (1)                                           |
| Brazil    | 1              | 2             | Internacional (1)                                                                           | São Paulo (1)                                                          |
| Colombia  | 1              | 0             | Santa Fe (1)                                                                                |                                                                        |
| Ecuador   | 0              | 1             |                                                                                             | LDU Quito (1)                                                          |
| Chile     | 0              | 1             |                                                                                             | Universidad de Chile (1)                                               |

### Danh sách cầu thủ ghi nhiều bàn thắng nhất
| Vị trí | Cầu thủ            | Câu lạc bộ           | Số bàn |
| ------ | ------------------ | -------------------- | ------ |
| 1      | Yuya Osako         | Kashima Antlers      | 3      |
| 2      | Alecsandro         | Internacional        | 1      |
| 2      | Aloísio            | São Paulo            | 1      |
| 2      | Andrezinho         | Internacional        | 1      |
| 2      | Charles Aránguiz   | Universidad de Chile | 1      |
| 2      | Tomoyuki Arata     | Júbilo Iwata         | 1      |
| 2      | Hernán Barcos      | LDU Quito            | 1      |
| 2      | Carlos Casteglione | Arsenal              | 1      |
| 2      | Ganso              | São Paulo            | 1      |
| 2      | Keigo Higashi      | Oita Trinita         | 1      |
| 2      | Sōta Hirayama      | Tokyo                | 1      |
| 2      | Daiki Iwamasa      | Kashima Antlers      | 1      |
| 2      | Leandro            | Kashiwa Reysol       | 1      |
| 2      | Gonzalo Martínez   | River Plate          | 1      |
| 2      | Gabriel Mercado    | River Plate          | 1      |
| 2      | Masashi Oguro      | Tokyo                | 1      |
| 2      | Facundo Parra      | Independiente        | 1      |
| 2      | Renato             | Kashima Antlers      | 1      |
| 2      | Carlos Sánchez     | River Plate          | 1      |
| 2      | Kaoru Takayama     | Kashiwa Reysol       | 1      |
| 2      | Eduardo Tuzzio     | Independiente        | 1      |
| 2      | Patricio Urrutia   | LDU Quito            | 1      |